# Stade Guy-Piriou
El Stade Guy-Piriou o Estadio Municipal Guy-Piriou (anteriormente: Stade de Kerampéru), es un estadio de fútbol ubicado en Concarneau en el departamento de Finisterre. El estadio lleva el nombre de uno de los fundadores del astillero Piriou, también ubicado en Concarneau. El estadio es el tercer estadio de fútbol en Finisterre en términos de capacidad atrás el Estadio de Penvillers y el Estadio Francis-Le Blé.
Su campo principal es el estadio residente de la Union Sportive Concarneau, un equipo de fútbol que representa a la ciudad y juega en la Championnat National.

## Historia

### Creación
En 1987, la Union Sportive Concarneau, entonces en la División 4, jugó en el Stade Yves-Tual ubicado en el actual estacionamiento de E.Leclerc. Durante el huracán de 1987, los focos del antiguo estadio se rompieron debido a ráfagas de viento de más de 180 km/h, destruyendo así parte de la grada de honor y la periferia del estadio. El presidente del club en ese momento, Guy Piriou, decidió construir un nuevo estadio a cien metros del antiguo estadio. Se adquieren 10.000 m² de campo para la construcción del estadio. El nuevo estadio se construye en 1 año, inspirándose en el antiguo estadio.
El estadio se inaugura durante el partido US Concarneau - Stade Lavallois Mayenne Football Club en la División 3. Desde su inauguración, el equipo US Concarneau jugará allí sus partidos de la División 3. El estadio cuenta con una grada de Honor con bancas azules y asientos naranjas para la parte presidencial. También hay dos micro stands Sur y Este, el stand está equipado con una red de protección de balones, un espacio para los aficionados visitantes. Finalmente, la grada oeste se construye sobre parte del ancho oeste del estadio.
Algunas renovaciones se llevaron a cabo en el estadio entre su inauguración y 2018, incluida la instalación de nuevos asientos azules y rojos en lugar de los bancos, un nuevo marcador y una marquesina de sala de reuniones.
En 2017, el estadio fue seleccionado para la Copa Mundial Femenina de Fútbol Sub-20 de 2018 donde se jugaron 6 partidos de la fase de grupos y dos cuartos de final.

### Renovación
Para permanecer en la Championnat National, el estadio debió ser renovado. Cuatro nuevos proyectores de 38 metros de altura sustituyen a los antiguos proyectores de estadio; la iluminación de las antiguas era de 450 lux mientras que la iluminación de las nuevas es de 1 200 lux, es decir, 750 lux más que las antiguas. Los vestuarios del estadio se renovaron en julio de 2017, los viejos vestuarios están destruidos, el tamaño de los vestuarios se redujo de 25 m² a 40 m², cuenta con 10 duchas en lugar de los anteriores 6. Se instalaron un nuevo bloque sanitario en marzo de 2018. Se ha cambiado la escalera de acceso a la tribuna principal del acceso 6 al 9. Se habilita un nuevo aparcamiento de 125 plazas para la Copa Mundial Femenina de Fútbol Sub-20 de 2018, debajo de la entrada a Keriolet. Para este mismo mundial se instalaron bancos de madera en las gradas sur, este y oeste.
El presupuesto para la renovación del estadio es de 2,38 millones de euros, subvencionado por el Estado, la región, el departamento y la participación del Fondo de ayudas al fútbol amateur y del desarrollo de Quimper Cornouaille por valor de 1,48 millones de euros.

## Eventos deportivos

### Copa Mundial Femenina de Fútbol Sub-20 de 2018
| Fecha                | Hora  | Equipo 1       | Resultado | Equipo 2        | Tour             | Asistencia |
| -------------------- | ----- | -------------- | --------- | --------------- | ---------------- | ---------- |
| 6 de agosto de 2018  | 16:30 | Paraguay       | 1 - 4     | España          | Grupo C          | 1587       |
| 6 de agosto de 2018  | 19:30 | Estados Unidos | 0 - 1     | Japón           | Grupo C          | 2332       |
| 9 de agosto de 2018  | 16:30 | España         | 1 - 0     | Japón           | Grupo C          | 2332       |
| 9 de agosto de 2018  | 19:30 | Estados Unidos | 6 - 0     | Paraguay        | Grupo C          | 2117       |
| 12 de agosto de 2018 | 13:30 | Brasil         | 1 - 2     | Corea del Norte | Grupo B          | 1056       |
| 12 de agosto de 2018 | 16:30 | Ghana          | 1 - 0     | Nueva Zelanda   | Grupo A          | 1056       |
| 16 de agosto de 2018 | 16:00 | España         | 2 - 1     | Nigeria         | Cuartos de final | 1829       |
| 16 de agosto de 2018 | 19:30 | Francia        | 1 - 0     | Corea del Norte | Cuartos de final | 2462       |